# Цислейтания
Цислейтания (нем. Cisleithanien, от лат. Cisleithania — «земля до реки Лайты»; официально — Королевства и земли, представленные в Рейхсрате (нем. Die im Reichsrat vertretenen Königreiche und Länder, пол.  Królestwa i Kraje w Radzie Państwa Reprezentowane, чеш. Království a země na říšské radě zastoupené, словац. Kráľovstvá a krajiny v ríšskej rade zastúpené, укр.  Королівства і землі, представлені в Імперській раді, итал. Regni e paesi rappresentati al parlamento imperiale, босн. и хорв. Zemlje i kraljevine zastupane u Carevinskom vijeću, словен. Kraljestva in dežele zastopane v državnem zboru)) — в 1867—1918 годах, название одной из составных частей монархии Австро-Венгрии, земли, непосредственно подконтрольные австрийской имперской (а не венгерской королевской) короне.

## История
Официальным названием австрийских земель было нем. Die im Reichsrat vertretenen Königreiche und Länder — Королевства и земли, представленные в Рейхсрате (Имперском совете).
До соглашения 1867 года и последовавшего затем образования Австро-Венгрии, разделённой на Цислейтанскую и Транслейтанскую половины (то есть «по сю и по ту сторону» реки Лейты), термин «Австрия» служил общим названием для всех земель созданной в 1804 году Австрийской империи. В австро-венгерский период под «Австрией» подразумевали Цислейтанскую половину государства в противоположность Транслейтанской, или Венгрии в более широком смысле.
Территориально земли австрийской короны включали не только современную Австрию, но также Чехию и Словению, значительные области современных Хорватии, Польши и Украины, а также некоторые районы Италии (Гориция, Триест, часть Тироля).
В составе Австро-Венгрии цислейтанские (австрийские) земли имели отдельный от венгерских парламент (вышеупомянутый Рейхсрат), правительство (возглавляемое министром-президентом) и некоторые другие органы управления.

## Административно-территориальное деление
В состав «королевств и земель, представленных в рейхсрате», входили:
| Порядок | Название административной единицы               | Площадь (км²) | Население (1902 год) | Плотность населения (чел./км²) |
| ------- | ----------------------------------------------- | ------------- | -------------------- | ------------------------------ |
| 1       | Эрцгерцогство Нижняя Австрия                    | 19 823        | 3 204 793            | 161,6                          |
| 2       | Эрцгерцогство Верхняя Австрия                   | 11 984        | 819 623              | 68,4                           |
| 3       | Герцогство Зальцбург                            | 7153          | 198 485              | 27,7                           |
| 4       | Герцогство Штирия                               | 22 426        | 1 377 559            | 61,4                           |
| 5       | Герцогство Каринтия                             | 10 327        | 369 519              | 35,7                           |
| 6       | Герцогство Крайна                               | 9956          | 511 424              | 51,3                           |
| 7       | Австрийское Приморье: а) маркграфство Истрия    | 4955          | 352 987              | 71,2                           |
| 8       | б) княжеское графство Горица и Градишка         | 2918          | 236 641              | 81,1                           |
| 9       | в) город Триест с областью                      | 95            | 184 568              | 1942,8                         |
| 10      | Графство Тироль                                 | 26 682        | 867 438              | 32,5                           |
| 11      | Область Форарльберг                             | 2602          | 132 989              | 51,1                           |
| 12      | Королевство Богемия (Чехия)                     | 51 948        | 6 429 755            | 123,8                          |
| 13      | Маркграфство Моравия                            | 22 222        | 2 479 269            | 111,6                          |
| 14      | Герцогство Силезия                              | 5147          | 701 828              | 136,3                          |
| 15      | Королевство Галиции и Лодомерии (с г. Краковом) | 78 493        | 7 495 606            | 95,5                           |
| 16      | Герцогство Буковина                             | 10 442        | 746 245              | 71,4                           |
| 17      | Королевство Далмация                            | 12 835        | 603 425              | 47,0                           |
| Всего   | Всего                                           | 300 008       | 26 712 154           | 89,6                           |